# Чотирикутник Саккері

Чотирикутники Саккері на евклідовій, еліптичній та гіперболічній площинах.

Чотирикутник Саккері — чотирикутник із двома рівними бічними сторонами, перпендикулярними до основи. Названий на честь Джироламо Саккері, який використав його у своїй книзі «Евклід, очищений від усіх плям» (Euclides ab omni naevo vindicatus, вперше опубліковано 1733 року). Саккері в цій праці спробував довести п'ятий постулат методом «від супротивного».
Раніше, наприкінці XI століття, чотирикутник Саккері розглянув Омар Хаям.
У чотирикутнику Саккері {\displaystyle ABCD} сторони {\displaystyle AD} і {\displaystyle BC} рівні за довжиною і перпендикулярні до основи {\displaystyle AB}. Кути при {\displaystyle C} і {\displaystyle D} називають верхніми кутами, два інших кути — нижніми.
Корисна властивість чотирикутника Саккері полягає в тому, що тип площини, яка містить його, однозначно визначається відповіддю на лише одне питання:
Чи є верхні кути прямими, тупими чи гострими?
Виявляється, коли верхні кути прямі, на площині виконується п'ятий постулат, коли вони гострі — площина гіперболічна, а коли тупі — еліптична (за умови внесення деяких додаткових змін до постулатів).
Саккері сподівався, що випадки тупих та гострих кутів призводять до суперечності з аксіомами Евкліда. Він показав це в разі тупих кутів, і, як йому здавалося, у разі гострих теж (що було вочевидь неправильно).

## Історія
Чотирикутник Саккері вперше розглянув Омар Хаям наприкінці XI століття. На відміну від багатьох до і після нього, Хаям не намагався довести п'ятий постулат як такий, він спирався на еквівалентний постулат із «принципів філософа» (Арістотель):
Дві прямі лінії, що сходяться, перетинаються, і неможливо, щоб дві прямі лінії, що сходяться, стали розходитися в напрямку, в якому вони раніше сходилися.
Хаям розглянув усі три можливості для верхніх кутів чотирикутника Сакері і довів низку теорем. Він (правильно) спростував випадки тупих та гострих кутів на підставі його постулату та вивів звідси класичний постулат Евкліда.
600 років потому Джордано Вітале використав чотирикутник Саккері в доведенні того, що якщо три точки розташовані на рівній відстані від основи {\displaystyle AB} та верхньої сторони {\displaystyle CD}, то {\displaystyle AB} і {\displaystyle CD} всюди лежать однаковій відстані.
Сам Саккері у своєму довгому доведенні постулату припустив, що верхні кути гострі, після чого, сам того не підозрюючи, вивів звідси багато теорем гіперболічної геометрії . Наприкінці книги він припустився помилки і прийшов до уявної суперечності, звідки зробив висновок, що зумів довести п'ятий постулат.

## Властивості
Нехай {\displaystyle ABCD} — чотирикутник Саккері з основою {\displaystyle AB}. У будь-якій гіперболічній геометрії виконуються такі властивості:
- Верхні кути ({\displaystyle C} і {\displaystyle D}) рівні та є гострими.
- Верхня сторона довша за основу.
- Відрізок, що з'єднує середину основи і середину верхньої сторони, перпендикулярний до основи та верхньої сторони.
  - Також цей відрізок ділить чотирикутник на два чотирикутники Ламберта .
- Відрізок, що з'єднує середини бічних сторін, не перпендикулярний до жодної із сторін.

## Формула
У гіперболічній площині сталої кривини {\displaystyle -1} верхню сторону {\displaystyle s} чотирикутника Саккері можна виразити через бічну сторону {\displaystyle l} та основу {\displaystyle b} за допомогою формули
{\displaystyle \cosh s=\cosh b\cdot \cosh ^{2}l-\sinh ^{2}l.}

## Приклади
Гіперболічна площина допускає замощення деякими чотирикутниками Саккері:
| Симетрія *3322 | Симетрія *∞∞22 |